# Filió Chaïdeménou
Filió Sidéri-Chaïdeménou (grec moderne : Φιλιώ Σιδέρη-Χαϊδεμένου ; 28 octobre 1899 - 6 juin 2007) est une supercentenaire et réfugiée grecque de première génération.

## Biographie
Née en 1899 à Vourlá, dans l'Empire ottoman, elle est le sixième des sept enfants d'une famille rurale grecque. Son père est né à Náxos, tandis que sa mère est née à Smyrne et est originaire de la région grecque du Péloponnèse. Après la catastrophe d'Asie mineure, au cours de laquelle la plupart des membres de sa famille sont tués, et après avoir erré dans diverses parties du territoire grec, elle s'installe définitivement à Athènes avec sa mère et son jeune frère. En 1928, elle épouse l'homme d'affaires Geórgios Chaïdeménos, avec qui elle a une fille, tandis que pendant la période de l'occupation et de la guerre civile, elle vit à Kozáni et à Thessalonique. De retour à Athènes, elle s'installe à Néa Filadélfia, où elle passe le reste de sa vie.
Chaïdeménou est une membre active de différentes associations de réfugiés et de féministes, tandis que, dans les dernières années de sa vie, elle collectionne divers objets provenant d'Asie mineure, qui sont exposés depuis 2007 dans un musée portant son nom et situé à Néa Filadélfia. Elle se distingue par ses efforts à sauver et préserver la culture des Grecs d'Asie mineure.
Pour son œuvre, elle est honorée par diverses institutions et organismes tels que, entre autres, l'Académie d'Athènes, le patriarcat œcuménique de Constantinople, l'université Aristote de Thessalonique, ainsi que l'université d'agriculture d'Athènes.
Elle meurt le 6 juin 2007, à l'âge de 107 ans,. Ses funérailles sont organisées aux frais de l'État en présence d'un grand nombre de personnes, ainsi que de représentants de la scène politique grecque.